# 公園

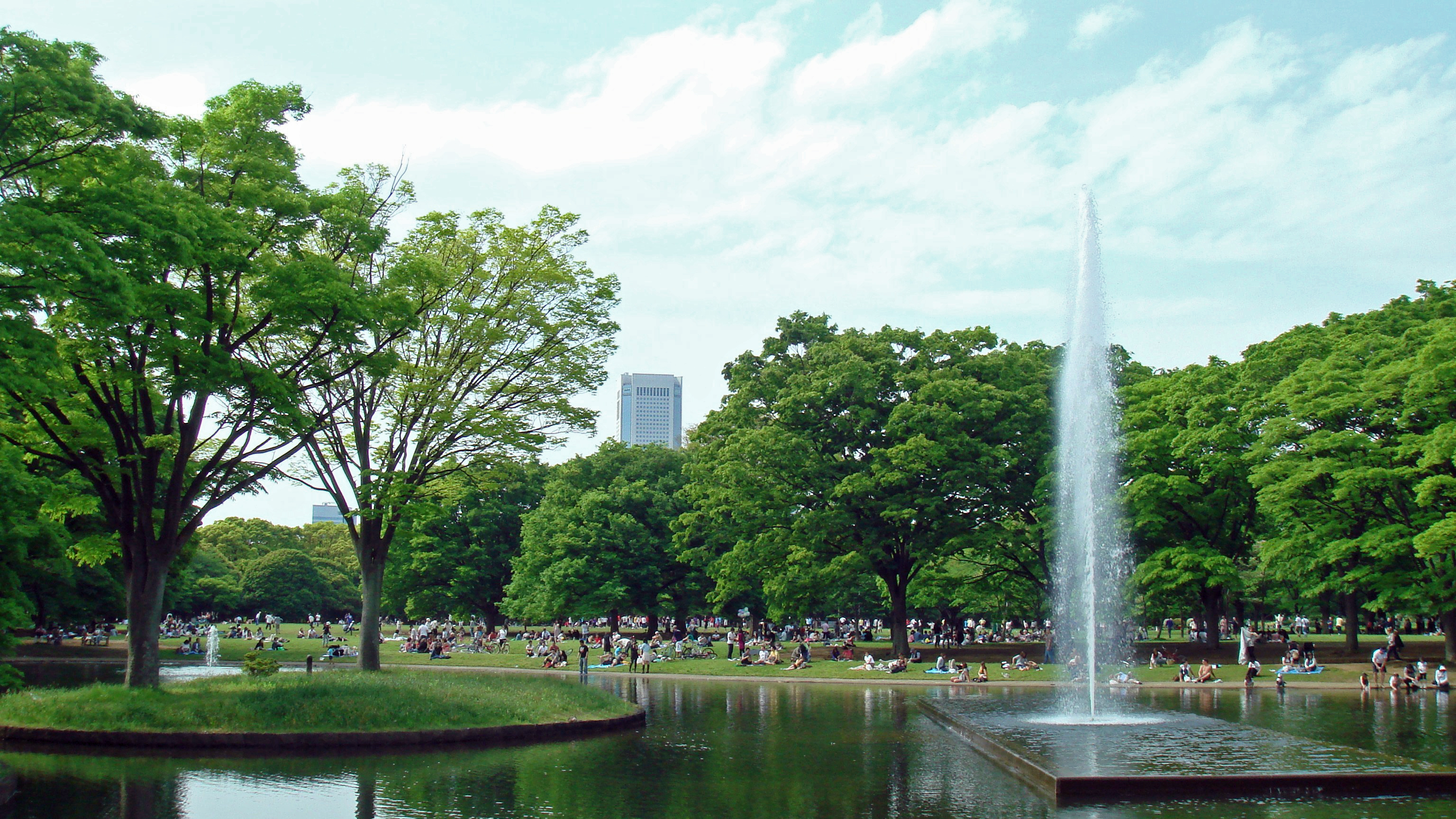
代々木公園（東京都渋谷区）

公園（こうえん）とは、公衆が憩いまたは遊びを楽しむために公開された場所（区域）。従って公共性が高い団体・組織によって供され運営されることが多い。対象となる場所は目的に適したように整備されるが、元々の自然状態を保つことが優先される場合もある。近隣居住者の利用する公園から、自然保護目的の国立公園や国定公園や森林公園などの大規模な公園のほか、遊び場(児童公園)、運動目的の運動公園など規模や目的によって様々な種類の公園が存する。

## 概念

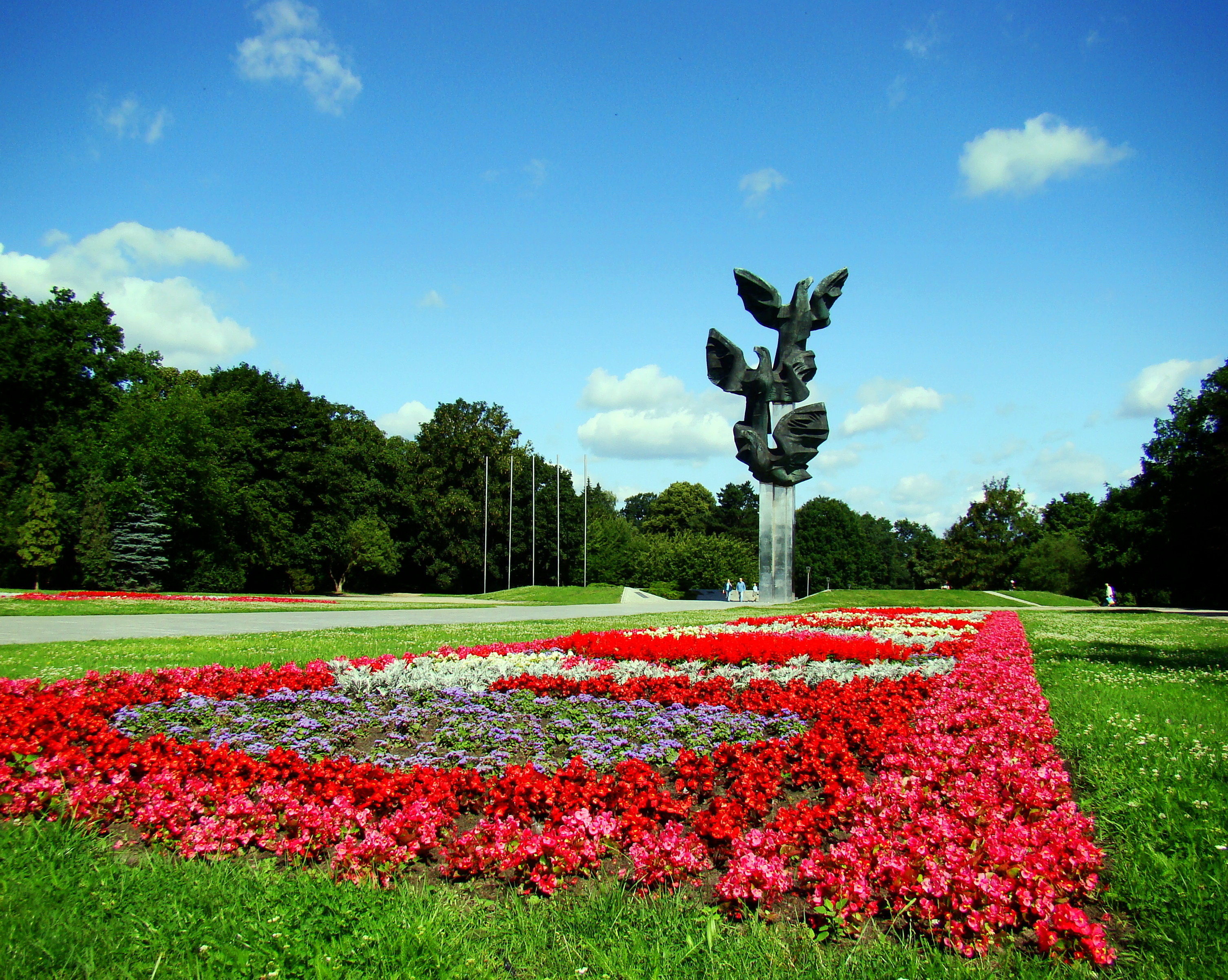
公園 (Park Kasprowicza), シュチェチン, ポーランド

歴史的に庭園や遊園地と重なる、あるいは包含する概念である。
公園には、次のようなものがある。
- 市街地の一区画に草木を植え、噴水を設置する等して憩いの場としたもの。
- 市街地の一角に子どもの遊具を設置し（置かれるものはジャングルジム、すべり台、ブランコと一定している）、遊び場として整備したもの（遊び場、街区公園、児童遊園、レクリエーション・グラウンドなど）。
- 都市または地域の中枢に位置し、都市または地域住民全員の利用を対象として整備された緑地、広場。城跡などの史跡を活用したり、運動公園を配している場合もある（都市公園など）。
- 動物、植物などを自然に近い状態で人に見せるためのもの（動物公園、植物公園、森林公園など）。
- 自然の景観や動植物、地形などを保護するために指定された地域（国立公園、国定公園など）。

公園は公衆の利用を前提とする土地であるが、用地を確保し、施設整備を行う営造物公園と、地域を指定して規制により質的な維持を行う地域制公園に大別される。児童遊園、また都市公園法での街区公園、動物公園、都市公園、森林公園などは営造物公園に、国立公園、国定公園は地域制公園に属する。
国土交通省は、
- 住区基幹公園
  - 街区公園:街区内居住者の利用する面積0.25ha標準の公園
  - 近隣公園：近隣居住者の利用する面積2ha標準の公園
  - 地区公園：徒歩圏内居住者の利用する面積4ha標準の公園
- 都市基幹公園:
  - 総合公園:都市住民全般の総合的な利用のための面積10～50haの公園
  - 運動公園:都市住民全般の運動目的の面積15～75haの公園
- 大規模公園
  - 広域公園:面積50haの公園
  - レクリエーション都市:総合的な都市計画に基づき、自然環境良好の各種のレクリエ－ション施設が配置された、全体規模1000haを標準とする地域
- 国営公園：国が設置する、面積300ha以上の公園
- 緩衝緑地等
  - 特殊公園:風致公園、動植物公園、歴史公園、墓園等
  - 緩衝緑地
  - 都市緑地
  - 緑道

と分類する

## 世界の公園

### アジア
中華人民共和国
- 景山公園 (北京市の公園の一覧)
- 天壇公園
- 頤和園
- 中山公園 (上海)
- 上海共青森林公園
- 中山公園 (大連)
- 労働公園
- 旅順軍港公園
- 広州起義烈士陵園
- 玄武湖公園
- 西渓湿地公園
- 興慶宮
- 西山森林公園
- 南湖公園 (長春市)
- 紅山公園
- 二・一九公園
- 香港公園
- 香港海洋公園
- 香港湿地公園
- 九龍公園

中華民国(台湾)
- 円山公園 (台北市)
- 中山公園 (台北)
- 二二八和平公園
- 林森公園
- 百齢河浜公園
- 逸仙公園
- 梅山公園
- 台中公園
- 嘉義公園
- 新北大都会公園

大韓民国
- オリンピック公園 (ソウル特別市)
- ソウル大公園
- ソウル子供大公園
- ソウルの森
- タプコル公園
- マロニエ公園
- 汝矣島公園
- 島山公園
- 岩寺先史遺跡
- 5.18記念公園
- エキスポ科学公園
- 盆唐中央公園
- 栗洞公園
- 龍頭山公園

タイ
- クイーン・シリキット公園（バンコク）
- チャトチャック公園
- ベンチャシリ公園
- ルンピニー公園

シンガポール
- マーライオン公園

### 北中米
アメリカ合衆国
- ナショナル・モール（ワシントンD.C.）
- セントラルパーク（ニューヨーク）
- バッテリー・パーク
- フラッシング・メドウズ・コロナ・パーク
- グラント・パーク (シカゴ)
- リンカーン・パーク
- ボストンコモン
- ボストン・パブリック・ガーデン
- アメリカ独立国立歴史公園（フィラデルフィア）
- ゴールデン・ゲート・パーク（サンフランシスコ）
- ガスワークパーク（シアトル）

カナダ
- ダウンビューパーク（トロント）
- スタンレーパーク（バンクーバー）
- ヘイスティングスパーク

メキシコ
- チャプルテペク（メキシコシティ）

### 南米
ブラジル
- イビラプエラ公園（サンパウロ）
- キンタ・ダ・ボア・ヴィスタ（リオデジャネイロ）

### ヨーロッパ
イギリス
- ハイド・パーク (ロンドン)
- リージェンツ・パーク
- ギルウェル・パーク
- ブレッチリー・パーク

アイルランド
- フェニックス・パーク（ダブリン）

フランス
- リュクサンブール公園（パリ）
- シャン・ド・マルス公園
- ソー公園
- ラ・ヴィレット公園
- ヴァンセンヌの森
- ブローニュの森

ドイツ
- ティーアガルテン（ベルリン）
- ルストガルテン
- エングリッシャーガルテン（ミュンヘン）

オランダ
- フォンデル公園（アムステルダム）
- アムステルダムセ・ボス

イタリア
- ボルゲーゼ公園（ローマ）

スペイン
- シウタデリャ公園（バルセロナ）

ノルウェー
- ヴィーゲラン彫刻公園

オーストリア
- アウガルテン（ウィーン）
- プラーター公園

ポーランド
- ワジェンキ公園（ワルシャワ）

ウクライナ
- オレクサンドリーヤ (庭園)

ロシア
- ゴーリキイ公園（モスクワ）

### オセアニア
- ハイド・パーク (シドニー)
- カールトン庭園（メルボルン）
- パロネラ・パーク

## 日本の公園

### 自然公園（地域制公園）
国立公園法の制定
世界的に国立公園の指定の機運が高まり、これに対応して旧国立公園法が1931年（昭和6年）に制定され地域制公園が始まり、1957年（昭和32年）の自然公園法に引き継がれた。
地域制公園は自然公園法に基づく自然公園に代表され、国又は地方公共団体が一定区域内の土地の権原に関係なく、その区域を公園として指定し土地利用の制限・一定行為の禁止又は制限等によって自然景観を保全することを主な目的としている。
- 国立公園
- 国定公園
- 都道府県立自然公園

また、海を含む国立公園、国定公園、国営公園の中に、海中の魚類資源の保護を目的として、海中公園が五七箇所で指定。海中公園とは、すぐれた海中の景観を保護し、その景観を大切に利用するために国が指定する地区である。

### 都市公園（営造物公園）

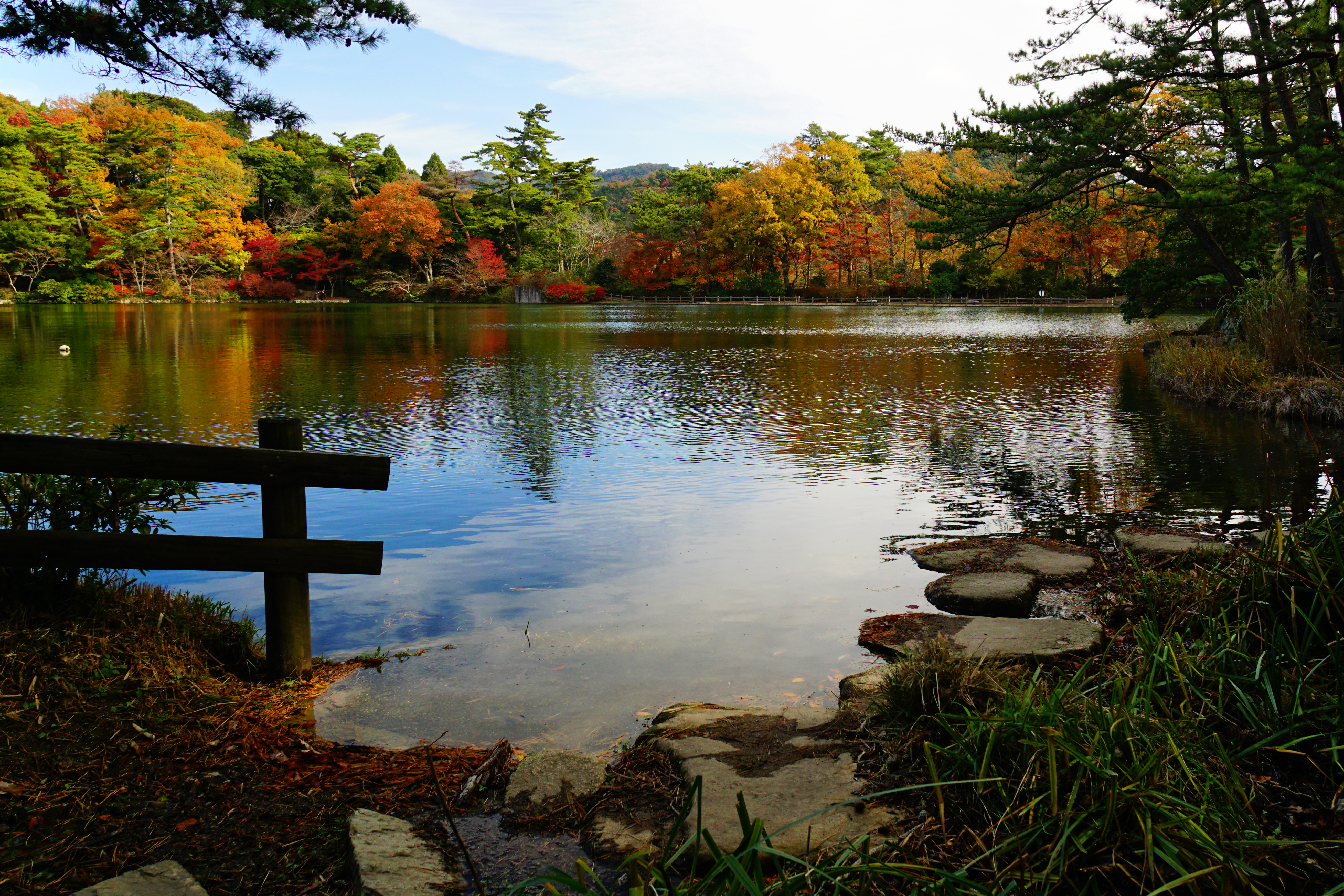
神戸市の再度公園 - 2007年に都市公園としては初めて国の名勝に指定された。

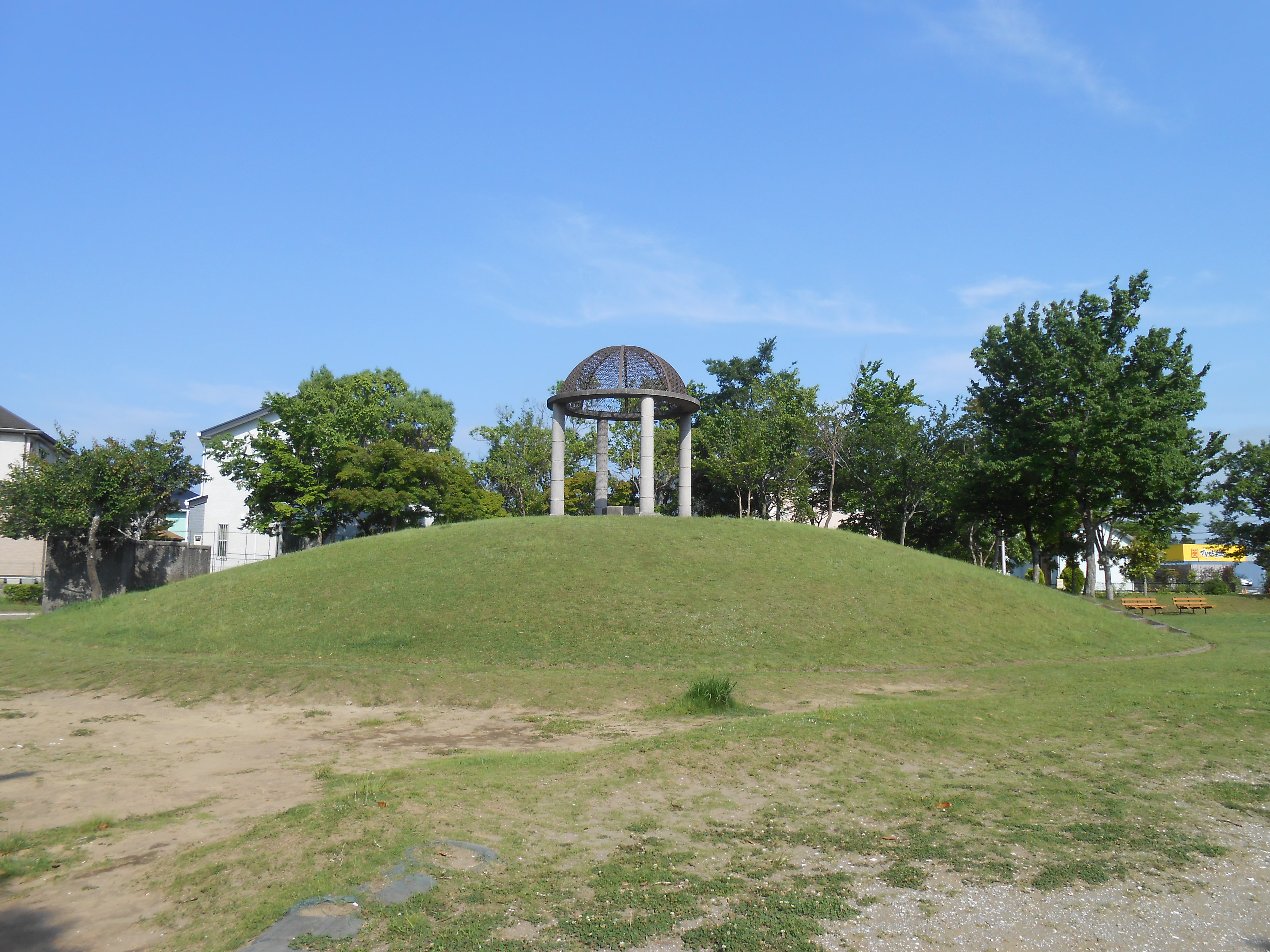
都市公園にあるガゼボ（あずまや）（千葉県市原市ちはら台南2丁目の弥生公園）。

営造物公園について長く法整備は遅れていた。1951年に当時の建設省から各都道府県知事に公園施設基準が通達されている。またこのとき、公園内の施設についての条件規程を定めた。
1956年（昭和31年）の都市公園法により、体系化され公園の整備基準等が定められた。
都市公園は都市公園法第2条及び都市計画法第11条第1項〜第2項に該当する土地で、同法では「園路、広場、花壇、砂場、植物園、動物園、野外ステージ、プール、陳列館、売店、駐車場など」を備えた敷地としている。
都市公園法に規定される都市公園には次のものがある。
1. 「国営公園」広域的な利用に供するもの及び国家的な記念事業として設置するもの。
2. 「地方公共団体が設置する都市公園」街区公園・近隣公園・地区公園・総合公園・運動公園・広域公園等々

営造物公園は厳密には都市公園法に基づく都市公園に代表され、国又は地方公共団体が一定区域内の土地の権原を取得し、目的に応じた公園の形態を創り出し一般に公開する営造物で、都市公園法に基づき、国、都道府県、市区町村が設置・管理している。自治体等の都市計画関連部署は、都市公園法で規定されている都市公園及び特定地区公園を所管する。
公園に設置できる施設は以前、トイレや休憩所、災害用倉庫などに限られていた。2017年6月施行の改正都市公園法で、保育所や学童クラブ、高齢者福祉施設などが加えられ、レストランも出店しやすくなった。
類似しているものとして、旧厚生省 所管、児童福祉法に基づく児童遊園(遊び場参照)、厚生年金による年金公園などや市区町村の条例に基づく公園（後述の「都市公園以外の公園」を参照）などがある。なお○○遊園（遊園地）と名乗るものや○○パークと名乗るものは、例外はあるが大抵は法人経営のものである。

#### 住区基幹公園
- 街区公園（従来は児童公園と称した）
半径250m程度の街区に居住する人々が利用する0.25haを標準とする公園。
- 近隣公園
半径500m程度の近隣に居住する人々が利用する2haを標準とする公園。
- 地区公園
半径1km程度の徒歩圏内に居住する人々が利用する4haを標準とする公園。全国各地にある中央公園と称する公園はこの類のものが多い。

#### 都市基幹公園
- 総合公園
市町村全域の人々が、総合的に利用することを目的とした公園。
- 運動公園
市町村全域の人々が、運動に利用することを目的とした公園。1951年の公園施設基準により、運動場と緑地計画標準案にある運動公園とを区分している。これにより、観覧席を除く体育運動施設の敷地面積で、総面積が50パーセント未満のものを運動公園とし、総面積が50パーセント以上のものは運動場となる。

#### 大規模公園
複数の市町村に住む広範囲の住民が利用することを目的とした公園。
- 広域公園
主として一の市町村の区域を越える広域のレクリエーション需要を充足することを目的とする公園で、地方生活圏等広域的なブロック単位ごとに1箇所当たり面積50ha以上を標準として配置する。
- レクリエーション都市
大都市その他の都市圏域から発生する多様かつ選択性に富んだ広域レクリエーション需要を充足することを目的とし、総合的な都市計画に基づき、自然環境の良好な地域を主体に、大規模な公園を核として各種のレクリエーション施設が配置される一団の地域であり、大都市圏その他の都市圏域から容易に到達可能な場所に、全体規模1000haを標準として配置する。
主なものに南予レクリエーション都市(愛媛県南部)、熊野灘レクリエーション都市孫太郎(三重県)、九十九里浜蓮沼リゾート（蓮沼海浜公園, 千葉こどもの国キッズダム）、奥只見レクリエーション都市公園（小出地域・響きの森公園,根小屋地域・根小屋花と緑と雪の里公園,須原地域・須原公園,大湯地域・大湯公園,浅草岳地域・浅草岳公園）など。

#### 特殊公園

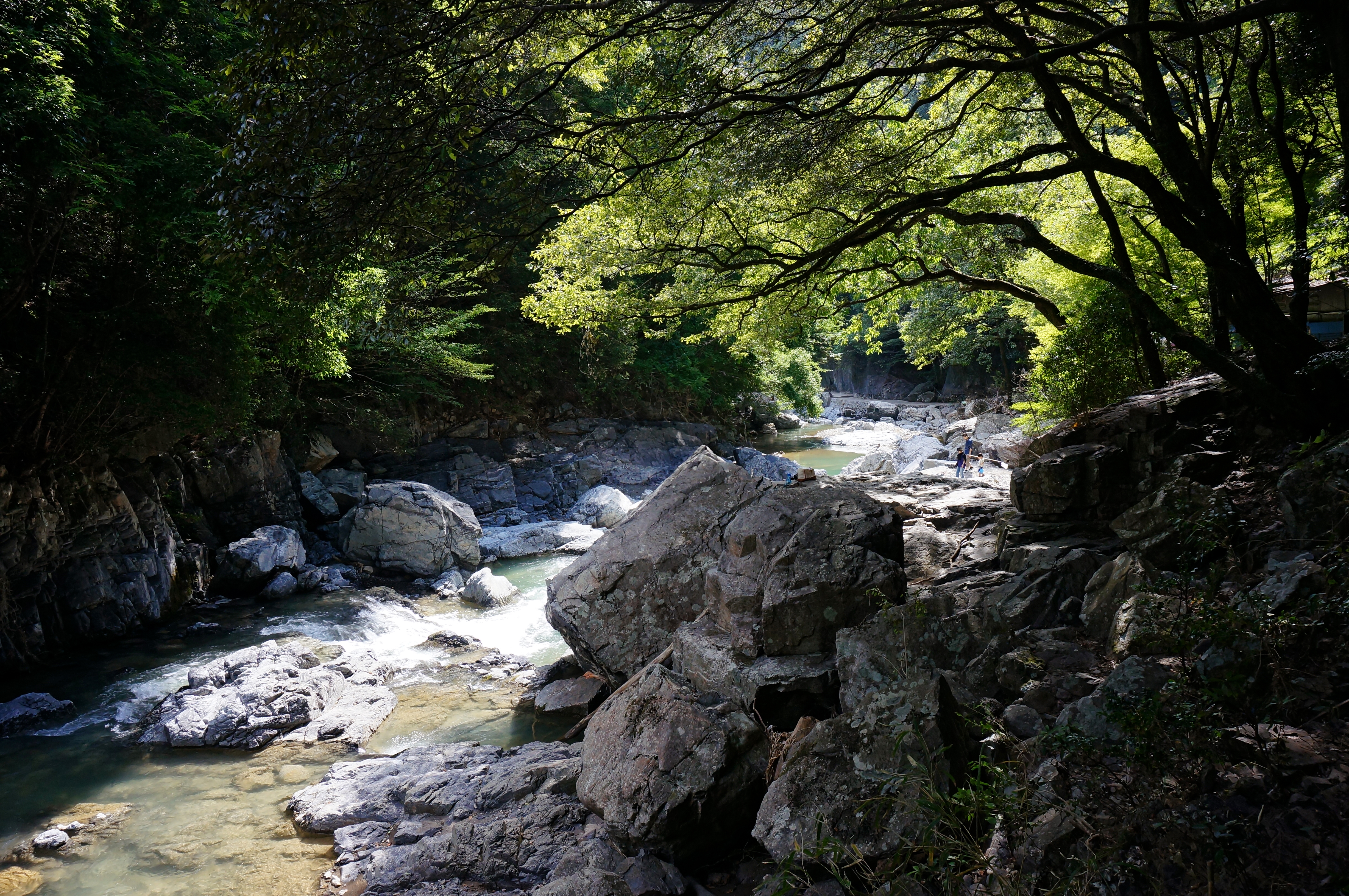
風致公園の摂津峡公園 （大阪府高槻市）

風致公園、動物公園、植物公園、歴史公園、墓園をいう。なお植物園や動物園は、博物館法という日本の博物館の基本法の定義では、同じ社会教育機関として位置づけられてもいる。植物公園の中には、近年の施策として都市住民の緑化意識の高揚と植栽知識の復旧等を図り、都市緑化の推進に資することを目的に、緑の相談所や教材園（見本園）を設置した都市緑化植物園などがある。歴史公園については日本の歴史公園100選なども参照。墓園とは、墓地、埋葬等に関する法律第2条第4項に規定する墳墓、すなわち死体を埋葬し、又は焼骨を埋蔵する施設の集合を包括する一団の土地で、静的な公園の機能を併せ持つ施設をいう。東京都所管では多磨霊園、八柱霊園などがある。

#### 国営公園
国営公園は複数の都道府県の住民が、利用することを目的とした公園。国営なので通常は国土交通省管理運営。また近年の施策としてオートキャンプ場の整備が国（国営公園）や自治体（大規模公園）を中心に積極的に推進されており、質の高い快適なオートキャンプ場を続々新設するなど、施設面での環境整備を進めている。

#### 緩衝緑地
緩衝緑地は大気汚染、騒音、振動、悪臭等の公害防止、緩和若しくはコンビナート地帯等の災害の防止を図ることを目的とする緑地で、公害、災害発生源地域と住居地域、商業地域等とを分離遮断することが必要な位置について公害、災害の状況に応じ配置する。

#### 都市緑地
主として、都市の自然的環境の保全ならびに改善、都市景観の向上を図るために設けられている緑地であり、1箇所当たり面積0.1ha以上を標準として配置する。但し既成市街地等において良好な樹林地等がある場合あるいは緑化樹木を植樹することにより都市に緑を増加又は回復させ都市環境の改善を図るために緑地を設ける場合にあってはその規模を0.05ha以上とする。

#### 都市林
主として動植物の生息地または生育地である樹林地等の保護を目的とする都市公園。都市の良好な自然的環境を形成することを目的として配置する。

#### 緑道（緑道公園）
緑道は災害時における避難路の確保、市街地における都市生活の安全性及び快適性の確保等を図ることを目的として近隣住区又は近隣住区相互を連絡するように設けられる植樹帯及び歩行者路又は自転車路を主体とする緑地。幅員10〜20mを標準として、各都市施設（公園、学校、ショッピングセンター、駅前広場等）を相互に結ぶよう配置する。

### 国民公園
国民公園は、環境省設置法に基づき、環境省が維持及び管理を行っている公園。皇居外苑、新宿御苑、京都御苑の3箇所と千鳥ヶ淵戦没者墓苑。

### 施策別・事業別公園の分類

#### 特定地区公園（カントリーパーク）
都市計画区域外の一定の町村における農村漁村の生活環境の改善を目的とする公園。面積4ha以上を基準として配置する。第三次全国総合開発計画の地方定住構想の趣旨を受けて、都市計画区域外の一定の農山漁村の地域において、住民の文化、スポーツ面で都市的な施設に対する要求に応えるとともに、生活環境を改善するため、都市公園における地区公園相当規模（標準面積4ha）の公園に応じ、1990年から補助が行われている。

#### 防災公園

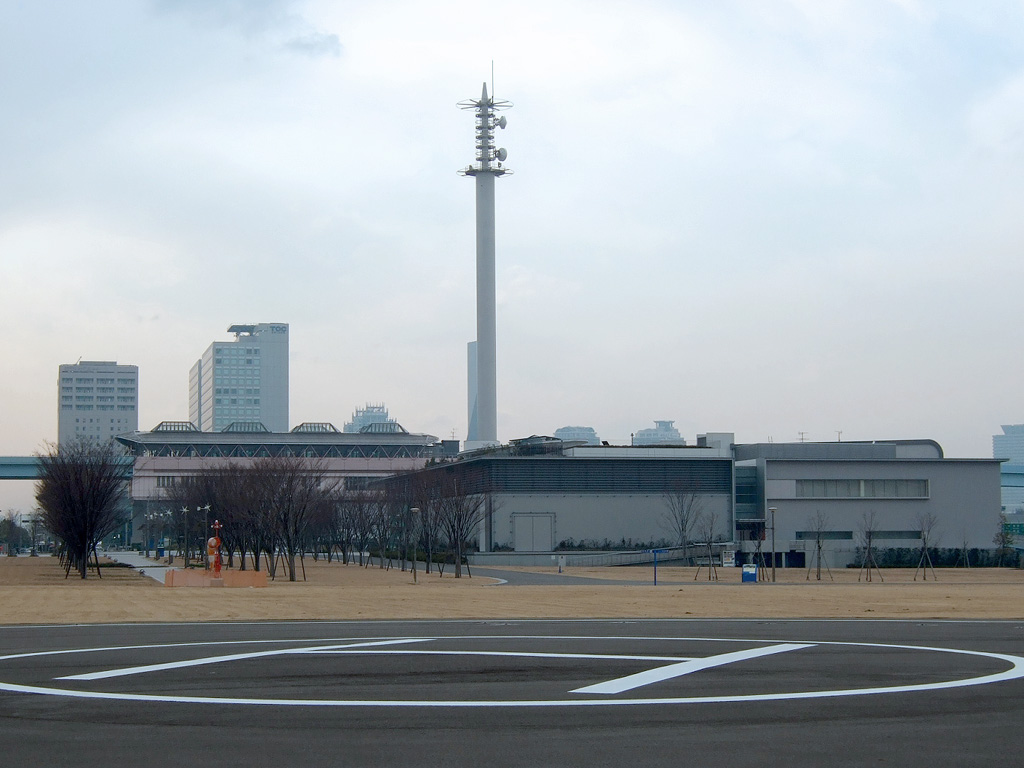
東京臨海広域防災公園 （東京都江東区）

防災公園とは「地震に起因して発生する市街地火災等の二次災害時における国民の生命、財産を守り、大都市地域等において都市の防災構造を強化するために整備される、広域防災拠点、避難地、避難路としての役割をもつ都市公園および緩衝緑地」としている。
都市の中に確保されたオープンスペースは、都市災害の避難場所という安全性向上の役割や、都市環境の保全というような役割があるが、都市の公園や緑地も本来防災機能を有しており、多くは従来から避難地に指定されているが、防災まちづくり#防災公園にあるとおり、防災的役割を担う都市公園の中でもとりわけ高い防災機能を持つ都市公園を国土交通省が整備を推進している。
防災公園は、その規模や機能により都市公園を次の5種類に区分される。
1. 広域防災拠点の機能を有する都市公園。広域公園等
2. 広域避難地の機能を有する都市公園。都市基幹公園、広域公園等
3. 一次避難地の機能を有する都市公園。近隣公園、地区公園等
4. 避難路の機能を有する都市公園。緑道等
5. 石油コンビナート地帯等と背後の一般市街地を遮断する緩衝緑地。

さらに、このほかに、身近な防災活動拠点の機能を有する都市公園（街区公園等）をも含めて「防災公園等」と称している。災害等の生命に関わる緊急時において、これら防災公園は、防災関連施設と連携し活用され、地域防災計画や災害復興計画等に基いて運用される。
| 公園種別                           | 主な役割                                                                                                   |
| 広域公園（大規模公園）             | 最終避難地、負傷者等の救護活動や復旧・復興等を目的とした広域避難、緊急車両基地やヘリポート等の広域防災拠点 |
| 都市基幹公園（総合公園・運動公園） | 負傷者救護・救援活動の前線基地や避難者の生命を保護する地域防災拠点、物資運搬中継など                       |
| 都市公園（近隣公園・地区公園）     | 近隣住民の緊急避難の場、避難集合地、広域避難中継地など                                                     |
| 緑道等                             | 安全な避難地へ通ずる誘導地                                                                                 |
| 緩衝緑地                           | 爆発等における被害防止と軽減目的                                                                           |

#### 記念公園
何らかの出来事等を記念して設置する公園で、「○○記念公園」という名称の公園となることが多いが、名称に「記念」の文字がなくても都市公園等で大規模なものは大概何かを記念して公園を設置しているケースが多い。

#### 森林公園

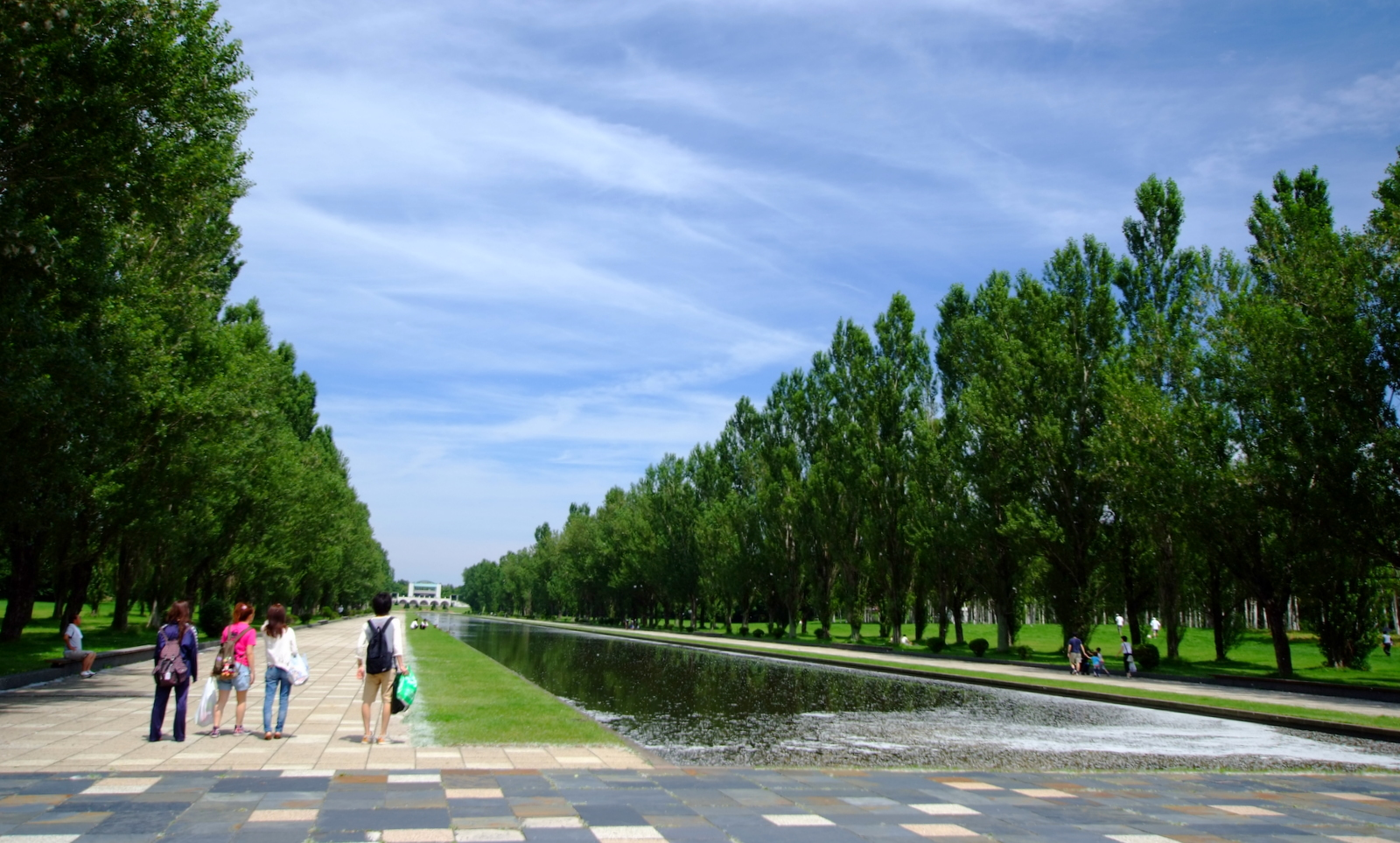
前田森林公園（北海道札幌市）

#### 自然生態観察公園（アーバン・エコロジー・パーク）
都市化の進展による自然環境の減少に伴い、都市内において野鳥等の小動物と接する機会が、減少している一方、野鳥や昆虫等と身近にすることへのニーズは年々増加し、都市内において小動物のオアシスとなるべき質の高い緑地環境の保全創出を図る必要から、都市に自然を呼び戻し、人間と生物がふれあえる拠点整備を目的とした公園。

#### ふれあい公園
高齢化社会に対応した都市公園整備の一環として、基幹公園から大規模公園までを対象に、高齢者と子供がともに楽しめるように配慮した都市公園として整備される公園。通常の公園機能に加え、ゲートボールや簡単な球技のできる多目的広場を設置するものとしている。

#### 地域活性化拠点公園（リゾートパーク）
産業転換を図ろうとする業種の工場・倉庫跡地及びリゾート地域。これらを地方公共団体により都市公園の整備、及びこれと一体となったリゾート施設を民間活力の積極的活用により整備することにより、良好な環境と景観を備え、公開性を有し、低廉な料金で利用できるリゾート施設等の整備を図ることを目的としている。
相互に関連した次の3区域からなる。
1. 都市公園区域（リゾートパークの中核となる都市公園を整備する区域）
2. 都市計画公園区域（都市計画公園のうち、都市公園を除いた区域で、特殊事業により公共性の高い民間施設を整備する区域）
3. 民間施設区域（その他の民間施設の整備を促進する区域）

#### 交通公園

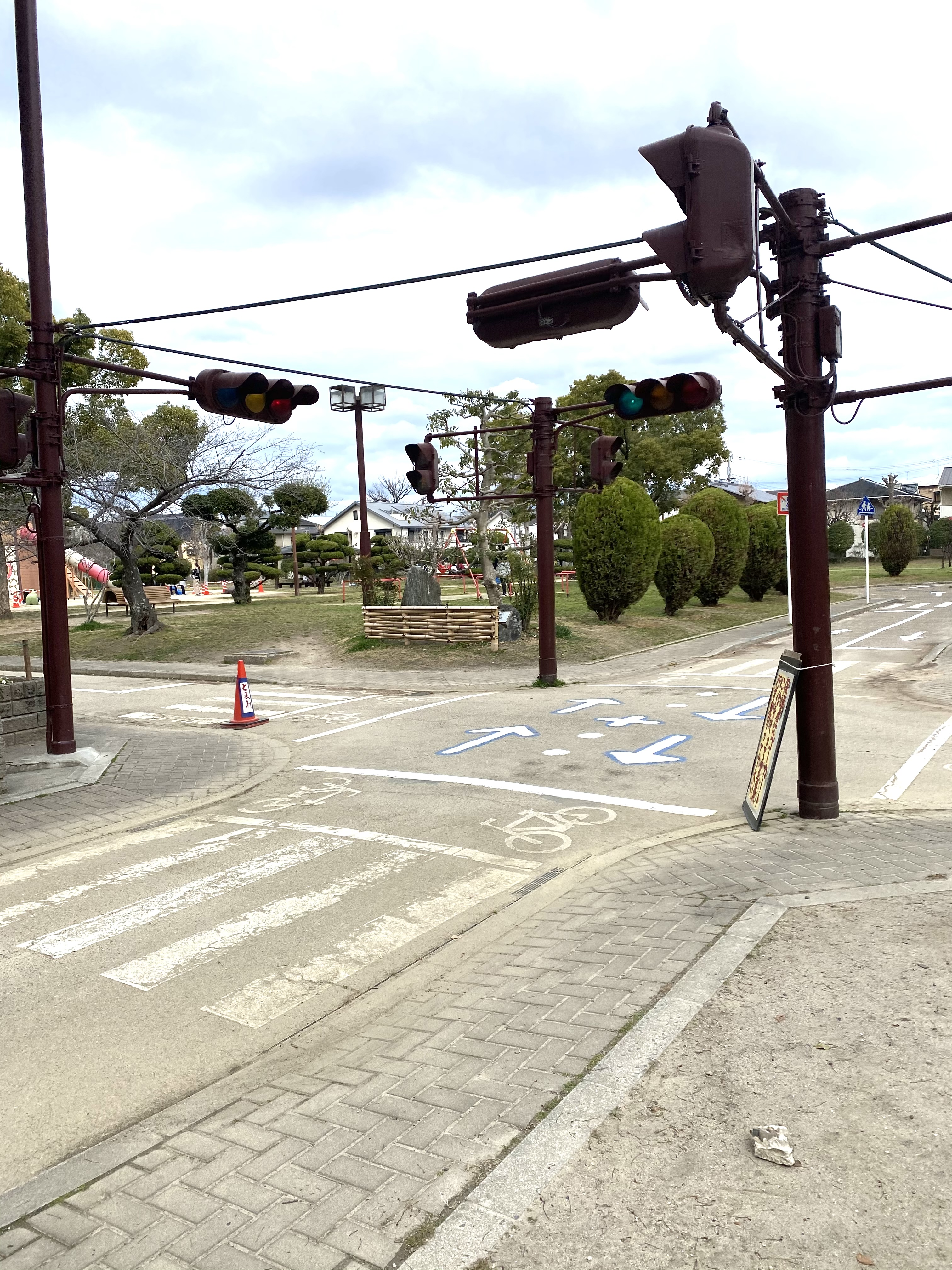
高槻城跡公園内の交通公園

交通公園は児童が遊びながら交通知識や交通ルールを体得させることを目的として設置される都市公園で、園内には信号機、横断歩道、道路標識など、道路を模した施設（コース）が設けられており、第1次交通戦争と呼ばれる1960年代から全国的に整備がはじめられた。自動車の急増と児童の交通事故が大きな社会問題となってきた背景を受けて1962年（昭和37年）発行交通公園設置運営要領により定められ、1963年（昭和38年）11月に国内初の交通公園 兵庫県立西武庫公園（兵庫県尼崎市、2012年4月に兵庫県から尼崎市へ移譲）が開設された。

#### 大通り公園
100m道路などに面して造られる細長く延びる大規模な都市公園で、成り立ちから考えれば当然のことながらこれらの公園は「公園」というより「広く造られた舗道」という印象をもつ。大通公園(札幌市)、大通り公園(横浜市)、久屋大通公園(名古屋市)などがある。

#### 保存緑地と公開緑地
保存緑地は緑の保全を図るため、樹林地、樹木等を保存緑地として指定する制度で、各自治体等で条件に該当するものを指定の対象としている。公開緑地は緑の活用を図るため、公開できる緑地として指定する制度で、都市計画区域内において遊休となっている私的空閑地について土地所有者と地方公共団体との間で土地の使用について契約を結んで施設の整備を行い、整備後は都市公園として設置する。児童公園的な利用が図られる児童公園型や既存樹林を利用して林間レクリエーションの場を提供する市民の森型などに分類することができる。

#### 健康運動公園、ウエルネスパーク
第4次都市公園等整備5ヵ年計画（1986，建設省）でグリーンフィットネスパーク（健康運動公園）を事業制定し、その後天皇陛下御在位六〇年記念事業の一環として地方公共団体が整備する記念健康運動公園の設置要綱について <昭和六一建設省都公緑発六四>で、天皇陛下御在位60年記念健康運動公園として1986年に建設省が活力に満ちた長寿・福祉社会を形成するため、高齢者、障害者を含むすべての人がそれぞれのライフステージに応じた健康づくりや余暇活動ができるよう、厚生省と連携調整を図り整備された都市公園のこと。主な施設内容としては、日常的にジョギングや体操など手軽な運動が行える多目的広場や、健康運動に係る施設などがある。合計で百数十ヵ所の健康運動公園が指定、整備された。

### その他の公園
その他の省庁・自治体ほかが関係する造営物公園には、次のような事業等により、次のようなものがある。

#### 河川公園（河川環境整備事業・ダム湖活性用環境整備事業）
河川公園は一般には河川法(昭和39年法律第167号)第6条第1項に規定する河川区域内に設置する公園。河川法に基づいて行われる河川整備事業のうちの河川環境整備事業での、環境護岸、せせらぎ水路、散策路等の整備を行う「河道整備事業」と河川水面利用の適正化や推進を図る「河川利用推進事業」などで設置されたりするが、大半は都市計画法(昭和43年法律第100号)第11条第1項に規定する都市施設を除いたものである場合が多い。河川区域のうちダム周辺を整備する（公園化する）事業は、主にダム建設事業完了により生じたダム湖・貯水池周辺の跡地を整備して公園化するものであるが、これも都市公園にしない場合が大半である。

#### 海岸環境整備事業
水産庁が所管する環境整備事業で、国土保全との調和を図り、国民の休養の場としてその利用に供するため海岸環境の整備を行い、併せて快適な海浜利用の向上及び背後地の生活環境の保護に資することを目的としている。

#### 港湾緑地
港湾法第2条第5項第9号の3に基づく港湾環境整備施設として整備された緑地を指し、港湾環境整備事業により整備される。港湾環境整備事業は旧運輸省所管の環境整備事業で、1973年(昭和48年)の港湾法改正で制度化された。主に海湾の汚泥浚渫の「港湾公害防止対策事業」、廃棄物処理を目的とした「廃棄物処理施設整備事業」の他、緑地の整備や海域環境の改善・自然再生などを目的とした「港湾緑地等整備事業」がある。港湾を場とする物流活動生産活動の集中等に伴う港湾環境の悪化に対処するとともに,「緑の港」として市民に憩の場を提供することを目ざして昭和48年度から港湾における緑地,広場等の整備を行っている。地方自治体の条例(港湾緑地条例など)によって、防災拠点緑地、避難緑地、緑のオープンスペースの確保、埋立により失われた水際線、動植物の生息環境の復元、さらには臨海部の就業者の就労環境及び住民の生活環境改善を図るなど、地域の特性に応じた整備を行っている場合が多い。名称としてはふ頭公園、海釣り公園などがあてられることが多い。

#### 砂防環境整備事業
砂防法第2条の規定による砂防指定地内において、優れた自然環境や社会的環境を持つ地域等の渓流において、自然環境との調和を図り、緑と水辺の空間を確保することによる生活環境の整備、または、景観・親水性の向上や生態系の回復等を図り周辺の地域環境にふさわしい良好な渓流環境の再生を目的とする。都道府県知事が施行する砂防工事のうち、特に渓流環境の整備が必要と認められるもので、次の各項に該当するものを公園化等を実施する。1件あたりの事業費は3億円以上が対象。
- 直接的に土砂流の被害を受けるおそれのない区間において、特に環境整備を必要とするもの
- 周辺の都市環境に対し、渓流環境が著しく劣悪であるもの
- 優れた自然的、歴史的環境を有し、かつ地域計画に関連した地域で、周辺環境及び当該計画に対し、渓流環境が著しく劣悪であるもの。

#### 農村公園/農業公園
農村公園/農業公園は農林水産省 所管の農村生活環境基盤整備事業の施策にある。

#### 「いこいの村」
旧労働省 所管。全国に建設した勤労者のためのレクリエーション施設。

#### こどもの国
こどもの国は旧厚生省 所管。

#### 「風土記の丘」
風土記の丘は文化庁が所管。地方の代表的な遺跡を中心に遺跡の周辺を整備して、その地方から発掘された埋蔵物などを収蔵展示する立派な資料館があり、公園のような造りになっているが、憩いの場所というよりも、むしろその地方の歴史を学ぶ場という形態をとっている。所によっては、歴史公園として登録されているものもあるが、公園として登録はされていないものが多い。
自然の中で私たちの祖先が残した遺跡に触れながら古代のロマンを想うことができる憩いの場所である。

#### 史跡公園
文化庁の文化財保存事業（史跡等活用特別事業費国庫補助金）、史跡等活用特別事業などにより整備される公園。指定を受けるためには、遺跡が国の史跡指定を受けとることが必須条件である。

#### ふるさと公園
地方部における都市公園の整備の推進と、中心施設として地元と都市の協力によってコミュニティビレッジ等の施設や農林業体験施設などを整備し、それらの施設の活用によって都市部と地方部の居住者のふれあいを推進する公園。

#### ふるさと創成公園
旧自治省 所管のふるさと創生事業-ふるさと創成基金や地域づくり推進事業、地域総合事業によって造られている。例えば、支援事業リーディングプロジェクトで新潟県では「福島潟生態園整備事業」により福島潟の失われかけている自然環境を復元し、多くの人々が自然とふれあい、自然を学習する場となるような公園を整備。ダム公園は、自治省がすすめる「神話と鉄」をテーマにした、広域文化圏観光ルート(安来市、広瀬町、横田町、仁多町、大東町、吉田村)事業の一環として取り組んだもの、がある。

#### 買物公園
北海道旭川市の平和通買物公園や仙台市の一番町四丁目買物公園、一番町一番街買物公園(一番町 (仙台市)参照)などがあるが、これらは歩行者専用道路である。

#### ポケットパーク（vest pocket park）
本来はニューヨークのペイリーパークのようにかなり小さな敷地に設ける公開施設の意味で、都市生活の中での潤いや休憩のために整備される市街地の空地や、建物前の小広場等を利用して設けられる比較的小規模な空間のこと。公有地に限らず民有地の借用も含めて、バス停など道路施設を中心に整備されたりするほか、道路予定地を仮に施設整備しておく際に設置される場合もある。一般の公園と比べて、規模は相当小さいが、都心部等、オープンスペースの少ない地域では、魅力的なくつろぎの空間となる。
詳しくはポケットパークを参照。

#### エアフロントオアシス
空港近くにある公園。エアフロントオアシスを参照。

### 都市公園以外の公園
「都市公園以外の公園」とは、都市公園以外の都道府県立又は市町村立の公園または緑地をいい、当該自治体が当該公園または緑地に設ける公園施設に準ずる施設を含むものである。自治体で公園条例および公園条例施行規定などを制定し、法第○条第○項に規定する公園施設をいう、などと規定している。公園施設で名前の最後に「公苑」としているものや「ひろば」としているものはたいていこの類である。また立体公園制度がない時代に浄化センター等に設置された屋上公園などは、こうした措置をとって設置している。
「夙川公園」も都市計画道路として事業決定したので、正式名は夙川河川敷緑地としている。

### 個人私有地または法人経営における公園
個人私有地であっても公園と名乗ることに対しての罰則規定等は存在しない。したがって、福島県にある花見山公園のようなものも存在することになる。また法人経営の強羅公園のようなものも存在する。

## 公園設計
設計案ができるまでの大まかな流れは以下の通り。
1. 公園予定地の境界測量後買収
2. 公園予定地の地形測量
3. 設計を担当するコンサルタント（通常はランドスケープコンサルタント）の選定及び決定
4. 受注者と現場踏査及び余条件のインプット
5. 一次整備計画案の作成
6. 当該町内会等周辺地元説明(自治体担当者が実施)
7. 地元説明会による変更事項を指示
8. 訂正案の説明了解
9. 工事説明会(自治体担当者と請負工事人が実施)
10. 工事着手

などと進行する。
上記5の一次整備案作成までに敷地条件を把握するために独自に現地踏査を行うとともに、 敷地固有の歴史風土等のヒヤリングを行い設計に反映させる。また、 最近の予定地が複雑な地形のため図面表示だけでは理解しにくい上、 住民に理解を求ある上でも模型の作成や、 スケッチ等のプレゼンテーションが必要になる場合が多く、 理解を得るためには市より指示されなくとも自主的に作成することが多い。
また、 パートナーシップやワークショップによる公園づくりにおいても、 担当コンサルタントでは前提条件調整段階と判断される住民会議、 住民による整備計画案のサポート、 公園見学会、 計画案絞り込み会議等の出席や作業を厭わず行う。建築コンサルタントが関与する場合、彼らは模型の作製やスケッチ等のプレゼンテーションが日常的であるが、 植物等生物素材に対しても良く学習しているうえ、 新たな領域である公共造園に非常に興味を持つ傾向がみられる。

## 公園工事
国土交通省監修土木工事積算基準では、公園工事とは「公園及び緑地の造成整備に関する工事にあって、次に掲げる工事。敷地造成工、園地広場工、植樹工、芝付工、花壇工、日陰棚工、ベンチ工、池工、遊戯施設工、運動施設工及びこれらに類する工事」としている。

## 公園財団
日本には公園に関する組織として、一般財団法人公園財団（こうえんざいだん、英名：Parks and Recreation Foundation）がある。
1974年、前身の公園緑地管理財団が創設され、2012年4月1日に「一般財団法人公園財団」に改称した。
1974年の財団設立以来、国営公園の管理運営、全国各地の都市公園等でのマネジメント業務を実施。これを通じて日本の公園とレクリェーションサービスの向上を図ってきた。
この他、公園に関する調査研究機関である公園管理運営研究所を併設。公園緑地の管理運営に関わる技術開発の他、世界の実情動向をも踏まえた専門家の育成や花と緑の文化普及と啓蒙活動にも取り組んでいる。

## 歴史

### 欧米
欧米における近代公園の概念は、イギリス市民社会の成立と同時進行で形成された。良好な環境を享受する権利や散歩などの運動を行う権利が市民のもつ当然の権利（市民権）として主張され、森林法と森番（Gamekeeper）が市民を遠ざけていた王の私的な狩猟園地（Park）林苑を公衆の利用に開放したものが公園（Public park）の始まりである。米国においては王がいなかったのでParkはPublic parkの意味である。逆に狩猟園地をGame Parkと呼ぶ。

### 日本における近現代公園史
日本の公園は、明治時代以降に開設された。これより以前に、江戸時代には仙台に桜の馬場（1695年（元禄8年） 現在の榴岡公園）など各地に馬場が存在し、社寺境内と同様に鑑賞樹木を植栽し見世物小屋や射的、茶屋などが出店しにぎわいをみせていた。
明治に入ってからは神戸の外国人居留遊園（1868年（明治元年））と北海道開拓史偕楽園（1871年（明治4年） 現存せず）、横浜の山手公園（1870年（明治3年））が存在した。明治期に入ってからすぐのものは、居留地の外国人専用などであり、日本国民にとっては公園ではなかった。
太政官布告による公園整備

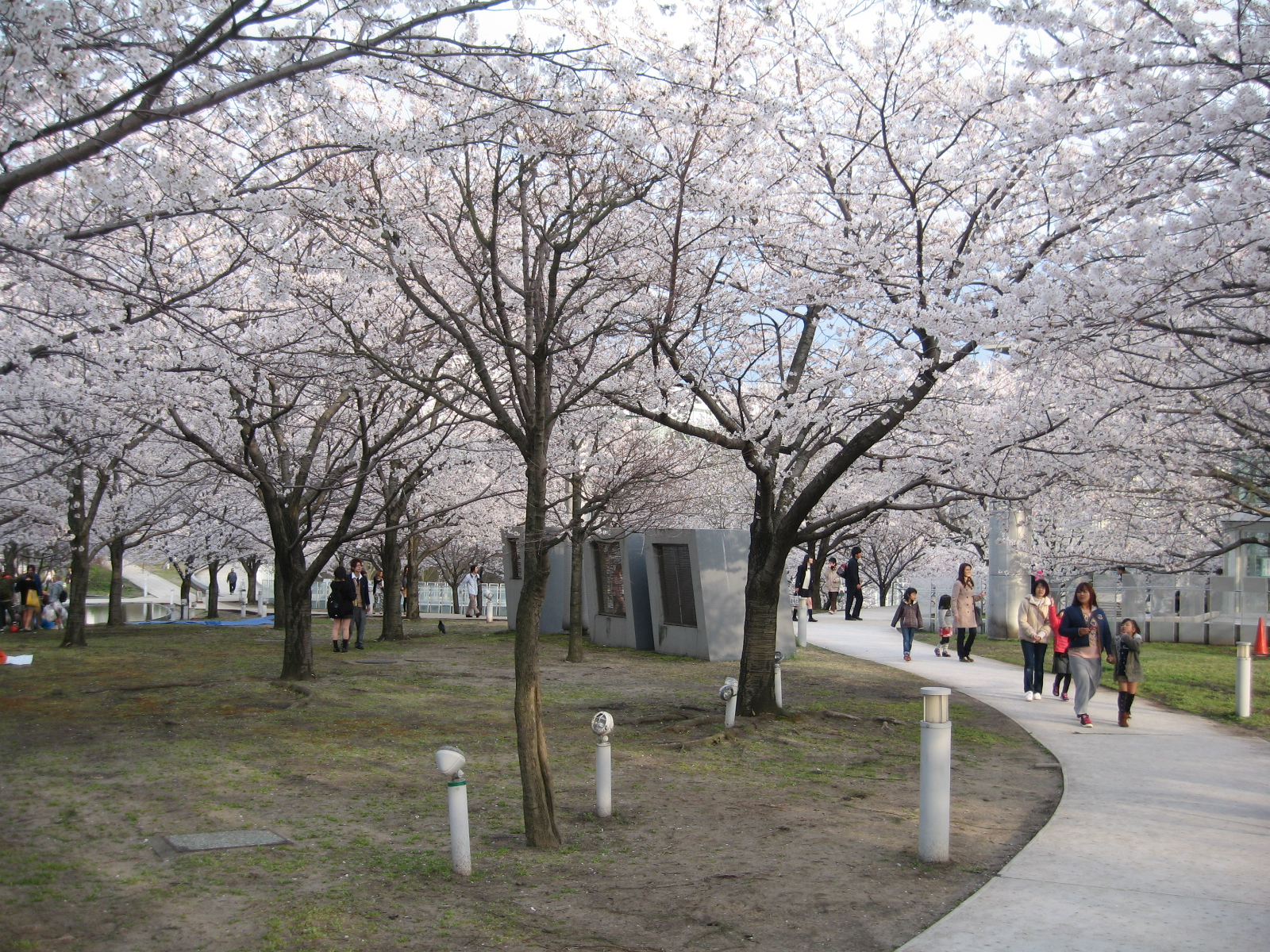
新潟市の白山公園 - 1873年の太政官布告により指定された公園の一つ。

日本では、1873年（明治6年）1月15日の「明治6年太政官布告第16号」において、
と定め、上知令により旧社寺地等を接収し公園としたのが営造物公園制度の始まりである。この布告で1873年3月25日国内最初の5公園が正式指定され、1887年（明治20年）頃までに約80ヶ所の公園が全国で設置された。
| 公園名               | 道府県名 | 市区町村         | 開設日                    |
| -------------------- | -------- | ---------------- | ------------------------- |
| 函館公園             | 北海道   | 函館市           | 1879年（明治12年）        |
| 浦和公園偕楽園       | 埼玉県   | さいたま市浦和区 | 1874年（明治7年）12月     |
| 上野公園             | 東京都   | 台東区           | 1876年（明治9年）5月9日   |
| 浅草公園             | 東京都   | 台東区           | 1886年（明治19年）5月20日 |
| 芝公園               | 東京都   | 港区             | 1873年（明治6年）10月19日 |
| 飛鳥山公園           | 東京都   | 北区             | 1873年（明治6年）10月19日 |
| 深川公園             | 東京都   | 江東区           | 1873年（明治6年）10月19日 |
| 偕楽園（常磐公園）   | 茨城県   | 水戸市           | （1873年7月30日指定）     |
| 白山公園             | 新潟県   | 新潟市中央区     | 1873年（明治6年）         |
| 城山公園             | 岐阜県   | 高山市           | 1873年（明治6年）         |
| 大垣公園             | 岐阜県   | 大垣市           | 1873年（明治6年）         |
| 住吉公園             | 大阪府   | 大阪市住之江区   | 1873年（明治6年）         |
| 浜寺公園             | 大阪府   | 堺市西区         | 1873年（明治6年）12月     |
| 厳島公園             | 広島県   |                  |                           |
| 東公園（東松原公園） | 福岡県   | 福岡市博多区     | 1876年10月                |
| 蓮池公園             | 佐賀県   | 佐賀市           |                           |

江戸期から景勝地とされ、明治期に公園として開設された松島、天橋立、安芸の宮島（日本三景）や大名庭園である偕楽園、兼六園、後楽園（日本三名園）などの公園の一部は、1919年（大正8年）制定の旧史蹟名勝天然紀念物保存法により「著名ナル公園及庭園」として名勝に指定されていった。
なお、都市公園法の公布施行によっても、明治6年の太政官布達は廃止されておらず、依然として生きている。公園制定の法は過去に東京市区改正条例設定、特別都市計画法による特別都市計画事業、神都計画による公園がある。
都市公園法では、法令制定前に国有地に存続していた公園について、管理者である地方公共団体には無償貸付とし、国有財産法上は、普通財産にしている。

## 語源

### 中国記録の「公園」
前島康彦は、559年に成立した『北魏書』に「又明糊防賞罰之法表減公園之地以給無策貧口」とあり、また、唐代の李延寿の同書解説書『北史』(659年)に「任城王澄為定州刺史表減公園之地以給無業」等と（公園）の用語が使用されているを指摘している。しかし何れも時代は古くてその内容も今日の公園の内容を類推することは不可能とされている。
「公園」の語が歴史的にこれまで知られているところでは、12世紀の北宋時代の李格非の書『洛陽名園記』の中に「富鄭公園」という語彙が見られる。野間守人『理想の庭園と公園』（大正12年）の中にも「李格非の洛陽名園記は当時の園を叙したもので富鄭公園、湖園薫氏西園、呂文穆園、獨楽園、集芳園等は有名なものである」と記述されている。しかし富鄭公園や公園という用語については全く言及されていない。その後丹羽鼎三が昭和36年に「北宋の洛陽名園記に富鄭公園なるものを載せているが其の文意は(公開された庭園)には非ずして（富鄭公館の庭園）を表はすものと解せられる。仍洛陽名園記に挙げられた（公園）は弦に論説する(公園)とは異るものであって所謂（公園）の前例と成す訳けには行かない」との意見を述べている。 中国書『洛陽名園記』は既に徳川時代の考証随筆『嬉遊笑覧灯』(1830)の中にも引用されているが、富鄭公園更に公園そのものに解説等で触れるところはない。

### 日本記録の「公園」
また、島根県津和野の鷲原八幡宮に公園の用語が用いられた江戸時代の 天保年間（1830-44年）の奉納額に「鷲原公園」とあったことが発見され問題視されるようになった。丹羽鼎三は、これを日本における「公園」呼称の嚆矢とした。
木村三郎は1988年に「しかしこのような辺境の山地の小藩の示例が文明開化の風潮（例:散髪令明治4年）の中にあって果して新政府の文明化路線の先例となり得たであろうかは甚だ疑問とせざるを得ない。換言すれば今日の公園という用語はもっと別の視点即ち我国の西洋文明化吸収の過程の中から発生した新語として究明して見る必要を痛感せざるを得ない」とし、以下の通りとしている。Park又はGardenといった思潮が最も的確にかつ早々と日本に伝達されたのは岩倉使節団の米欧視察の記録と木村はみており、その中にPark（パーク:公苑・公園）、Garden（ガーデン:花園）、Square（スクワヤ:遊園）、Common（コンモン）などの用語が使用され、その中でParkについて特に興味のある記述も見られて「府中（ヒラデルヒヤ）ノ人言フ、（パーク）ヲ修ムル趣旨ハ天然ノ佳勝ヲ択ミ、之ニ人工ヲ加ヘテ修掃シ盤游ノ地トナスニアリ。尚ブ所ハ天真ヲ楽ムヲ要ス。新約克（ニューヨルク）ノ（パーク）ハ全ク人為ニ成ル。天真ノ美ヲ失ヘリト。新約克ハ又之ヲ諦（ソシ）リ、費府ノ人ハ野山ヲ以テ（パーク）トスルト笑フナリ。両都ハ互ニ繁昌ヲ頡頏（キツコウ）スル地ナリ。其民ノ相譲ラザルコト毎ニ此ノ如シ、云々」とあることで一行の脳裏にはParkとは如何なるものなりやという正しい概念が把握されており、そこに公苑(園)即ち正しくはPublicParkという概念も併せて会得されていたとされること、そして同『米欧回覧実記』の中には公園という表現よりもむしろ公苑という表現が目立つのも、その証左としている。
造園学者白幡洋三郎も、日本の「公園」の語は Public GARDEN を逐語訳して明治3年ごろに生まれた新語としている。
こうして、現在では、都市計画学や造園学などの分野で専門用語として使われる「公園」は、英語Public park（パブリックスペース）の訳語で、緑地の一形態を指すようになっている。